# Kostel svatého Michaela archanděla (Blšany)
Kostel svatého Michaela archanděla je římskokatolický farní kostel zasvěcený svatému Michaelu archandělovi v Blšanech v okrese Louny. Od roku 1964 je chráněn jako kulturní památka.

## Historie
Blšanský barokní kostel byl postaven v letech 1716–1717. V roce 1762 byla k severní straně lodi přistavěna hranolová věž. Další stavební úpravy proběhly po roce 1825.
V roce 1594 byl v kostele pohřben Bohuslav Havel z Lobkovic a o tři roky později také jeho druhá manželka Alžběta Krakovská z Kolovrat.

## Stavební podoba
Jednolodní obdélný kostel je na východní straně zakončen čtverhranným presbytářem se zkosenými nárožími. U jeho jižní strany stojí sakristie a k protější straně byla přistavěna věž. Fasády nejsou nijak členěné a štít v západním průčelí je trojúhelníkový. Věž původně zdobila čtveřice soch andělů, ale jedna z nich byla zničena. Její fasádu člení pilastry a římsa. Interiér je plochostropý a jeho stěny jsou nečleněné. Klasicistní zařízení pochází z počátku devatenáctého století.

## Okolí kostela

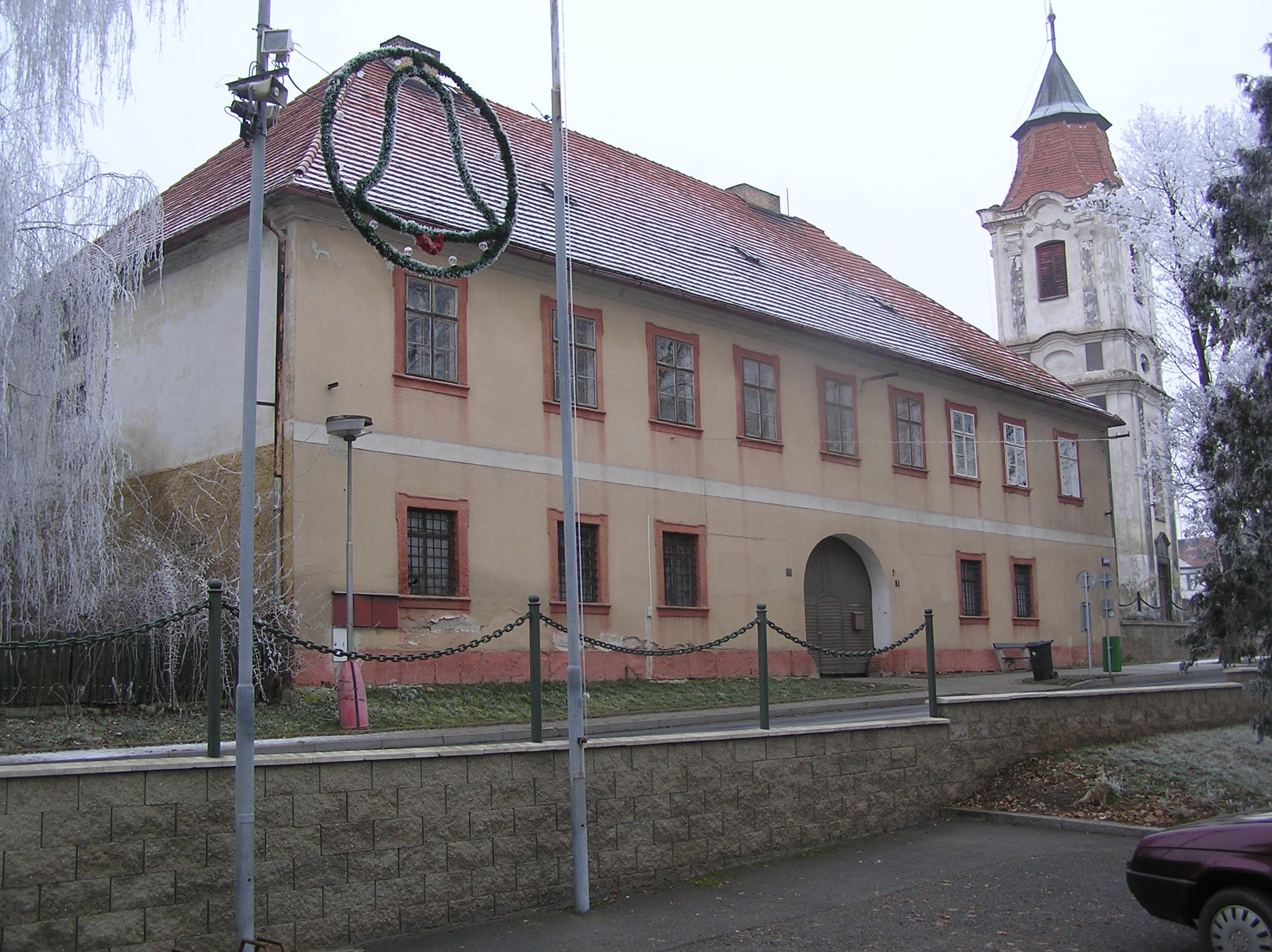
Fara

Východně od kostela stojí památkově chráněná barokní budova fary z roku 1734, jejíž chodby a část místností v přízemí jsou zaklenuté valenými klenbami s lunetami. Před kostelem stojí socha svatého Jana Nepomuckého s anděly po stranách.